# FC Gueugnon
Der Football Club de Gueugnon ist ein französischer Fußballverein aus der burgundischen Gemeinde Gueugnon, im Département Saône-et-Loire in der Nähe von Montceau-les-Mines und Autun gelegen.

## Geschichte
Entstanden ist der FC 1940 durch die Fusion zweier örtlicher Klubs. Der Verein wird auch als les Forgerons (deutsch: „die Schmiede“) bezeichnet, was auf die wirtschaftliche Struktur der Region und die Unterstützung durch einen lokalen metallindustriellen Betrieb anspielt. Die Vereinsfarben sind Blau und Gelb; die Ligamannschaft spielt im Stade Jean Laville, das eine Kapazität von 13.872 Plätzen aufweist (bei lediglich 8.500 Einwohnern Gueugnons). Der begonnene Ausbau des Stadions auf zukünftig 17.500 Plätze war 2011 erst halb fertig, die Fortsetzung ist seither eingestellt.
Vereinspräsident war Guy Vairelles, dessen Sohn Tony 2009 die Aktienmehrheit am Klub übernahm und dort als Sportdirektor arbeitete; die erste Mannschaft wurde zuletzt von Serge Romano trainiert. Anfang April 2011 hat ein Gericht den Verein wegen Überschuldung liquidiert; die erste Mannschaft hat die restlichen Drittligaspiele nicht mehr bestritten. Die Vereinswiedergründung musste in der sechstklassigen Division d’Honneur neu beginnen. Angesichts der Tatsachen, dass Tony Vairelles ein weiteres persönliches, finanzielles Engagement abgelehnt hat, nicht in der Lage war, neue Geldgeber einzubinden, sich mit der Gemeinde überworfen hatte und dass 2010/11 auch zwei „offenkundig nicht drittligataugliche Mitglieder des Vairelles-Clans“ in der ersten Mannschaft aufgeboten worden waren, sprach France Football davon, der FC Gueugnon sei „zu einem privaten Projekt im Dienst einer Familie“ verkommen. Vairelles hingegen sah „keinerlei Verantwortlichkeit“ bei sich.
Ende 2014 ist die AS Saint-Étienne eine Partnerschaft mit dem FC Gueugnon eingegangen, die vor allem der Nachwuchsarbeit der Forgerons dienen und gemeinsame Marketingaktionen ermöglichen soll.

## Ligazugehörigkeit
Erst seit 1987 spielte Gueugnon im professionellen Bereich, war im Amateurlager aber durchaus erfolgreich und in der Region populär. Die Erstklassigkeit (Division 1, seit 2002 in Ligue 1 umbenannt) erreichte der FC lediglich in der Saison 1995/96, gewann aber im Jahr 2000 als Zweitligist den Ligapokal und nahm dadurch sogar am UEFA-Cup teil. Nach jahrzehntelanger Zweitklassigkeit musste Gueugnon 2008 in die drittklassige National absteigen. Nach der Insolvenz 2011 musste man in der Division d’Honneur antreten, aus der man 2013 aufstieg und seitdem in der fünftklassigen National 3 spielt.

## Erfolge
- Teilnahme Division 1: bisher einzige Platzierung in der ersten Liga war Tabellenrang 18 (1995/96)
- Ligapokalsieger: 2000
- Französischer Amateurmeister: 1947, 1952

## Bekannte Spieler in Vergangenheit und Gegenwart
- Ali Boumnijel
- Aly Cissokho
- Francisc Dican
- Everson
- Amara Traoré
- Antoine Trivino